# Passiflora sexflora
Passiflora sexflora är en passionsblomsväxtart som beskrevs av Adrien Henri Laurent de Jussieu. Passiflora sexflora ingår i släktet passionsblommor, och familjen passionsblomsväxter. Inga underarter finns listade i Catalogue of Life.

## Bildgalleri

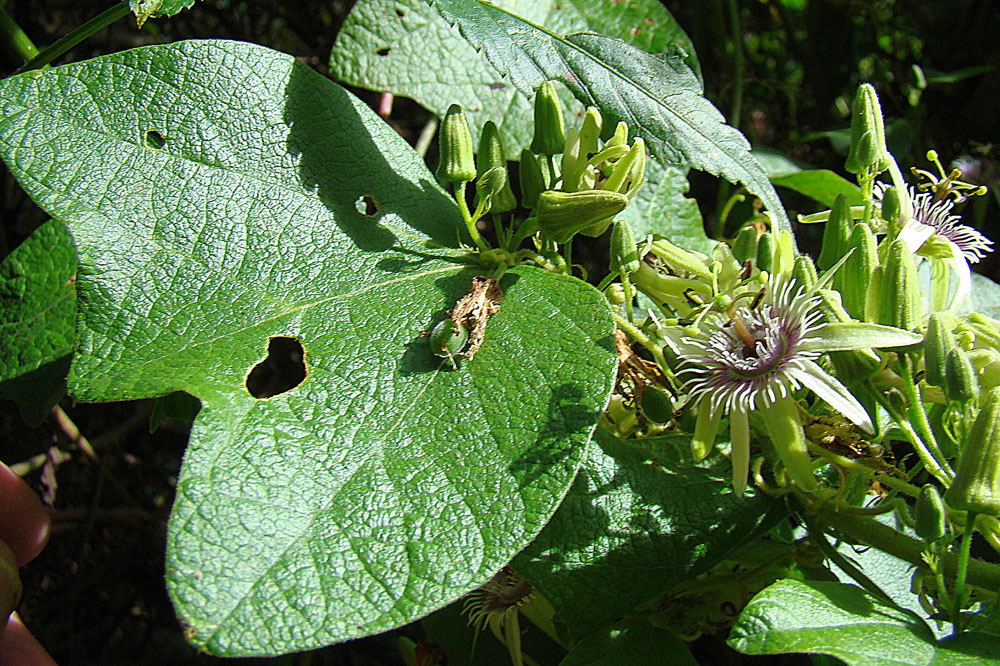
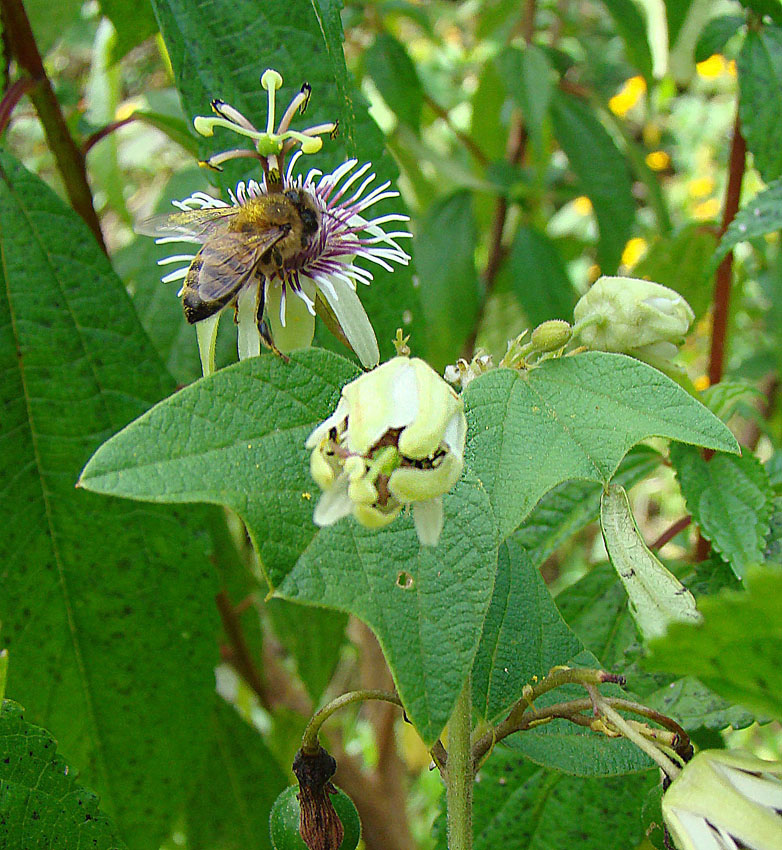